# تولبوتاميد
تولبوتاميد هو سلفونيليوريا من الجيل الأول ودواء خافض لسكر الدم ومحصر لقنوات البوتاسيوم كان يباع في الاسم تحت اسم تجاري هو Orinase، وتعد أبجون أول شركة أنتجته.
توقفت شركة فارماسيا وأبجون (بعد اندماج أبجون) عن انتاجه منذ عام 2000.